# 1316 Kasan
1316 Kasan é um asteroide cruzador de Marte. Esse corpo celeste tem uma magnitude absoluta de 13,3.

## Descoberta
1316 Kasan foi descoberto em 17 de novembro de 1933 pelo astrônomo Grigory Neujmin através do Observatório de Simeiz.

## Características orbitais
A órbita de 1316 Kasan tem uma excentricidade de 0,115119 e possui um semieixo maior de 2,412 UA. O seu periélio leva o mesmo a uma distância de 1,647 UA em relação ao Sol e seu afélio a 3,177 UA.